# 卡雷拉 (巴塞卢什)
卡雷拉（葡萄牙語：Carreira）是葡萄牙布拉加区的一个堂区，位於巴塞盧什。总面积3.71平方公里，总人口1584人，人口密度427人/平方公里。